# 里卡多·莫拉斯奇尼
里卡多·莫拉斯奇尼（義大利語：Riccardo Moraschini，1991年1月8日—），意大利籃球運動員，現在效力於意大利籃球聯賽球隊曼托瓦籃球俱樂部。他也代表意大利國家籃球隊參賽。